# Космос (видавниче товариство)
«Космос» — україно-американське видавниче товариство (1922–1924), створене за рішенням керівництва КП(б)У для пропагандистської роботи за кордоном.
Було створене 21 лютого 1922 року у Варшаві, формально — представниками закордонних дипломатичних місій УСРР та діячами Комуністичної партії Східної Галичини. Метою товариства проголошувалося: «дати українським трудящим масам добру, бездоганно видану з технічного, стилістичного й наукового боку книжку в згоді з певним пляном, який охопив би цілий цікль літератури науковосоціялістичної, шкільно-педагогічної, технічно-природознавчої і красного письменства».
Очолювали видавництво Павло Ладан — адміністратор (директор), Є. Касьяненко — редактор, П. Дятлів — видавець. Основний капітал товариства був визначений у сумі 5 тисяч доларів й розділений на 500 акцій по 10 доларів. Першими акціонерами товариства, крім засновників, стали, зокрема, В. Блакитний, Г. Гринько, Д. Кудря, М. Левицький, М. Полоз, Х. Раковський, І. Сіяк, О. Шумський. Правління товариства перебувало у Берліні, де ним опікувався перший секретар представництва УСРР Наум Калюжний.
Книжки друкувалися переважно у Німеччині. Товариство також забезпечувало підручниками НКО УСРР. Друкувало в українському перекладі твори К. Маркса — «Заробітна плата, ціна й зиск»; «Злидні філософії» (обидві 1923 р.), «До критики політичної економії», «Горожанська війна у Франції» (обидві 1924 р.); Ф. Енгельса — «Анти-Дюрінг», «Людвіг Фаєрбах», «Революція і контрреволюція в Німеччині» (усі 1924 р.); соціально-економічну й суспільно-політичну літературу марксистського спрямування — О. Ауссем «Комунізм. Історія. Ч. 1» (1924); А. Богданов «Червона Зоря: Утопія» (1922); М. Бухарін «Теорія історичного матеріялізму» (1923); Б. Горєв «Матеріялізм — філософія пролєтаріяту» (1923); С. Пилипенко «Євангелля часу» (1924); А. Річицький «Тарас Шевченко в світлі епохи: Публіцистична розвідка» (1923); Ю. Стеклов «Карл Маркс, його життя і діяльність» (1922); Л. Троцький «Тероризм і комунізм» (1923) та ін. Випустило окремі твори Дж. Лондона (роман «Залізна п'ята», 1924), Е. Мюзама («Юда: Робітнича драма на 5 дій», 1923), Е. Сінклера («Джімі Гігінс», «100%», «Мене зовуть теслею» — усі 1924); посібник О. Синявського «Порадник української мови» (1922) та ін.
Частина накладів, а також матриці підготовлених книжок надсилалися до України, де харківське представництво «Космоса» друкувало потрібну кількість примірників.
«Космос» мав зв'язки з міжнародною асоціацією прогресивних письменників і діячів культури «Кларте», очолюваною А. Барбюсом. У підготовці видань товариства брали участь М. Йогансен, Є. Касьяненко, О. Олесь, С. Пилипенко, В. Сімович, В. Шопінський.
У липні 1924 р. товариство злилося з харківським видавництвом «Червоний шлях».